# Provincia di Yauyos
La provincia di Yauyos è una provincia del Perù, situata nella regione di Lima.

## Geografia antropica

### Suddivisioni amministrative
È divisa in 33 distretti  (comuni)
- Alis
- Ayauca
- Ayaviri
- Azángaro
- Cacra
- Carania
- Catahuasi
- Chocos
- Cochas
- Colonia
- Hongos
- Huampara
- Huancaya
- Huangascar
- Huantán

- Huañec
- Laraos
- Lincha
- Madean
- Miraflores
- Omas
- Putinza
- Quinches
- Quinocay
- San Joaquín
- San Pedro de Pilas
- Tanta
- Tauripampa
- Tomas
- Tupe
- Viñac
- Vitis
- Yauyos